# Synagoga Abrama Bialka i Hersza Grynsztejna w Łodzi
Synagoga Abrama Bialka i Hersza Grynsztejna w Łodzi – prywatny dom modlitwy znajdujący się w Łodzi, przy ulicy Aleksandryjskiej 10.
Synagoga została zbudowana w 1898 roku z inicjatywy Abrama Bialka i Hersza Grynsztejna. Mogła ona pomieścić około 30 osób. Podczas II wojny światowej hitlerowcy zdewastowali synagogę.